# Stenischia brevis
Stenischia brevis är en loppart som beskrevs av Gong 1998. Stenischia brevis ingår i släktet Stenischia och familjen mullvadsloppor. Inga underarter finns listade i Catalogue of Life.